# 南方鸚鵡
，是鸚形目新世界鸚鵡科Enicognathus屬下的一種鳥類。這種鳥類分佈在南美洲的南錐體地區，包含智利及阿根廷，是所有新世界鸚鵡中分佈最南的鸚鵡。因其擁有廣大的分佈範圍及找不到有生存威脅的證據，目前物種狀態被劃為無危。
該物種由德國動物學家菲利普·路德维希·施塔蒂乌斯·米勒於1776年命名，其模式產地位於麥哲倫海峽。這個物種曾經被歸為獨立一屬，但現今被歸入下。其中屬名來自希臘語的（意即「引人注意的、特別的」）及（意即「下顎」）。:146而種小名則為拉丁文「生鏽的」之意。:159
南方鸚鵡整體主要呈綠色，並有長尾巴。眼睛虹膜黃褐色，上半身顏色較深，下半顏色則較淺，翅膀上有金屬藍色光澤，腿為深灰色。與其近親細喙鸚鵡比較時，後者在臉上擁有明顯的紅色區塊。
這種鳥類為植食性，食用葉芽、種子、水果、漿果和球根等。其體重平均約160.0公克，鳥喙寬平均約12.2公釐、深平均約24.2公釐、嘴峰長平均約22.7公釐；翼長平均約183.6公釐；跗蹠約18.6公釐；尾長約151.0公釐。
這種鳥類可被飼養，但有飼養的人相當稀少。

## 外部連結
- 维基共享资源上的相關多媒體資源：南方鸚鵡
- 維基物種上的相關：南方鸚鵡